# Битка при прохода Ронсево
Битката при прохода Ронсево (на френски: Roncevaux), 15 август 778 г., е едно от известните сражения на армията на Карл Велики. Тъй като Карл Велики може да се довери на баските, той е принуден от сарацините да напусне Пиренеите в Испания и да се върне във Франция, но решава да мине през прохода Ронсево. Там армията му бива нападната от баските и обозът на армията му е напълно унищожен. Трима сред убитите са сенешала Егинхард, графа на двореца Анселм и маркграфа на Бретонската марка, Роланд. Тази битка всъщност става повод за написването на първия запазен ръкопис на стар френски Песен за Роланд.